# جاك باور (سياسي)
جاك باور (بالإنجليزية: Jack Power)‏ هو سياسي أسترالي، ولد في 15 ديسمبر 1883 في أستراليا، وتوفي في 13 يناير 1925 في أستراليا. حزبياً، نشط في حزب العمال الأسترالي. وقد انتخب عضو مجلس الشيوخ الأسترالي ‏ عن دائرة نيوساوث ويلز ‏ (20 نوفمبر 1924 – 13 يناير 1925).